# Justino Mártir
Justino Mártir (en latín: Iustinus Martyr; en griego: Ἰουστῖνος ὁ Μάρτυρ, Ioustinos ho martyr; Flavia Neapolis, Siria, ca. 100/114 - Roma, 162/168), también conocido como Justino el Filósofo, fue uno de los primeros apologistas griegos que escribieron en defensa del cristianismo. Inicialmente filósofo pagano, tras su conversión abrió escuela en Roma y tendió puentes con el judaísmo y el paganismo, con el objetivo de propagar la idea de que el Cristo fuera la encarnación del Logos. Su actividad en defensa del cristianismo llamó la atención del prefecto Quinto Junio Rústico, quien lo condenó a muerte junto a otros compañeros por negarse a hacer sacrificios a los dioses romanos.
Si bien la mayoría de sus obras se han perdido, los ejemplares existentes testimonian el desarrollo de la praxis y doctrina cristianas durante el siglo II. Su Apología, dirigida a los césares, y su Diálogo con el rabino Trifón discuten la legalidad y racionalidad del cristianismo, la interpretación del Antiguo Testamento, la naturaleza de Dios a la luz de la fe y de la filosofía, el sacrificio de animales como ofrenda a Dios y otros temas. 
La figura de Justino combina una sincera búsqueda de la verdad, la audacia de dirigirse al Emperador, la apertura razonable a sus contrincantes, un tono de escritura vigoroso y atractivo aunque improvisado, y el testimonio final del martirio, todo lo cual lo convierte en el más importante apologeta cristiano del siglo II.

## Biografía
Nació hacia el año 100 en la ciudad de Flavia Neapolis (actual Nablus, en Cisjordania), una ciudad fundada por los romanos 50 km al norte de Jerusalén para acrecentar su dominio en la zona. Aunque nacido en plena región de Samaria, provincia de Judaea, su familia era pagana y fue educado en un contexto cultural helenístico sin influencia del judaísmo. De joven, según su propio testimonio, el ansia por adquirir ciencia y conocimiento lo introdujo en el estudio de la filosofía. Se inició en la escuela estoica, pero su maestro no supo dar explicaciones sobre la esencia de Dios. Luego incursionó en la escuela peripatética, pero el maestro estaba más interesado en los pagos anticipados que en la enseñanza de la Filosofía. Los pitagóricos lo rechazaron porque antes de iniciar a alguien en su Escuela exigían el aprendizaje previo de música, astronomía y geometría. Finalmente Justino se inclinó hacia el platonismo, una escuela que lo impresionó con su teoría de las ideas y en la que profundizó sus estudios, concentrado en la metafísica y la búsqueda del Dios de la filosofía: 

La consideración de lo incorpóreo me exaltaba sobremanera; la contemplación de las ideas daba alas a mi inteligencia; me imaginaba haberme hecho sabio en un santiamén, y mi necedad me hacía esperar que de un momento a otro iba yo a contemplar al mismo Dios. Porque tal es el blanco de la filosofía de Platón … Lo que siempre se ha del mismo modo e invariablemente, y es causa del Ser de todo lo demás, eso es propiamente Dios.
Justino Mártir

Cierto día, entre los años 132 y 135, mientras caminaba por las playas de Éfeso, un anciano le llamó la atención hacia Cristo y los escritos de los profetas, como maestros antiguos portadores de un mensaje profundo. La tranquilidad de los creyentes ante el martirio lo convenció de que no eran, como se decía, una secta de personas entregadas al canibalismo y al placer. La doctrina le resultó convincente y resolvió convertirse al cristianismo, en Éfeso en tiempos de Adriano, y dedicó el resto de su vida a difundir lo que él consideraba la «verdadera filosofía». Viajó por el mundo vistiendo el pallium de los filósofos como predicador ambulante, y hacia el año 150 se instaló en Roma, donde fundó el Didascáleo romano, una escuela de pensamiento cristiano a la que asistieron Taciano e Ireneo de Lyon. Experiencia típica de una época de eclecticismo filosófico, a semejanza de otros maestros abrió su escuela sin grandes recursos, alquilando el piso superior de unos baños, donde recibía a cualquier persona ansiosa de escuchar su enseñanza de filosofía y cristianismo. Cabe suponer que su escuela haya sido una empresa personal, sin dependencia oficial con la jerarquía de la Iglesia, ya que no existen testimonios de que Justino haya tenido algún rol formal en la comunidad cristiana.
Autor prolífico y defensor de su fe cristiana, fue más filósofo que teólogo. De hecho, no hacía una distinción exacta entre ambas disciplinas, pues para él había una única Sabiduría revelada plenamente en el Logos, Jesucristo. Justino consideraba que el cristianismo no era una negación de la filosofía griega, sino una superación: en tanto que los filósofos habían descubierto verdades, lo habían hecho, según Justino, con el poder del Logos. En efecto, en sus escritos son muy fuertes las influencias del Platonismo Medio. Sobreviven sus obras de apologética: el Diálogo con Trifón que discute las diferencias y semejanzas con el judaísmo, y las Apologías que contestan las objeciones del paganismo. Las numerosas digresiones y repeticiones sugieren que se dejaba llevar por la inspiración del momento antes que por un plan de escritura; aun así, se caracteriza por la rectitud y sinceridad, tratando de convencer racionalmente a su adversario.
En la vejez se coronó como mártir en la capital del Imperio junto a otros seis compañeros, al parecer debido a sus disputas con el cínico Crescencio, durante el reinado de Marco Aurelio, siendo Junio Rústico prefecto de la ciudad entre 162 y 168.

## Obra

Frontispicio de
Obras de Justino, filósofo y mártir,
en una edición bilingüe (griego y latín)
de 1636.

En la generación de autores cristianos anterior a Justino, los llamados «Padres Apostólicos» escribieron textos íntimos, dirigidos a los demás cristianos, haciendo énfasis en Dios como Padre y Creador. Pero a partir del año 130 los apologistas griegos como Justino tuvieron por destinatarios a la élite pagana, por eso explotaron las ideas filosóficas del movimiento de los seres para difundir la visión de un Dios que es al mismo tiempo Creador y Demiurgo.
Actualmente se conservan tres obras auténticas de Justino: la Primera Apología, dirigida a las autoridades romanas, una Segunda Apología, que es la parte conclusiva de la Primera, y el Diálogo con Trifón. Llegan hasta el presente de forma casi completa gracias a una única copia medieval, de mediocre calidad, datada de 1364; también se conservan fragmentos antiguos de papiro romano con unas pocas líneas de sus obras, como testimonio arqueológico confirmatorio. De las demás obras del autor sólo permanecen fragmentos del texto Sobre la Resurrección, y otros fragmentos de dudosa autenticidad.

### Apologías
Las Apologías de Justino, dirigidas a las autoridades, buscan explicar su visión acerca de qué es el cristianismo y por qué puede ser injusto perseguirlo. Justino exhorta al Emperador a desarrollar un juicio independiente acerca del cristianismo y abandonar la persecución, bajo el argumento de que no se los persigue por algún crimen concreto, sino tan solo por llevar el nombre de cristianos. El tono es principalmente legalista, con la intención de convencer a personas versadas en filosofía. En las frecuentes digresiones Justino trata una multitud de temas con miras a justificar el cristianismo y responder ante calumnias y acusaciones, por este motivo incluye una exposición pormenorizada de las creencias, los ritos y las costumbres de su comunidad.

### Diálogo con Trifón
El Diálogo es la primera apología del cristianismo ante el judaísmo que se conserva casi en su totalidad. Es un texto extenso, de 142 capítulos, donde pone en discusión las distintas interpretaciones de la Biblia. En la introducción Justino se presenta como filósofo y como cristiano, luego la obra se desarrolla en tres partes: primero explica la interpretación que hacen los cristianos del Antiguo Testamento, luego discute la adoración del Cristo como Dios, y por último expone la idea de que los seguidores del Cristo representan al nuevo Pueblo Elegido. Difiere de las Apologías en su forma, de diálogo, y en el contenido, centrado en las interpretaciones diversas de varios pasajes bíblicos.

### Influencia
La primera mención de Justino se encuentra en la Oratio ad Graecos de su discípulo Taciano, donde lo nombra como «el muy admirable Justino». Ireneo, que también oyó sus disertaciones en Roma, describe su martirio y demuestra su influjo en varios pasajes, citándole directamente en dos ocasiones. Tertuliano, en su Adversus Valentinianos, lo llama «filósofo y mártir», y «el primer antagonista de los herejes». Otros autores de los siglos III a V como Orígenes y Teodoreto se inspiraron en sus ideas, y de hecho Eusebio de Cesarea lo trata con cierta extensión en su Historia eclesiástica (iv. 18).

## Doctrina

### Dios en Justino
La principal actividad apologética de Justino fue defender la noción cristiana de Dios: buscó justificar al Dios cristiano, único y omnipotente, frente a las creencias de los paganos. Explicar el concepto de Dios era indispensable para luego avanzar con otros misterios de la fe cristiana como la encarnación.
El doble rol de Justino como cristiano y como filósofo genera dos concepciones de Dios análogas y complementarias.  Como cristiano Justino explica un Dios que es Padre, sumo Bien, Vida, origen de las virtudes, Creador, omnisciente y omnipotente, amante del Mundo y de los hombres, y revelado por Cristo. En cambio, con lenguaje de los filósofos, Justino describe un Dios incognoscible, trascendente, inmutable, eterno, incorruptible y primer motor inmóvil: el empeño del autor está en conciliar estas dos visiones.
Ante la idea panteísta de los estoicos, de un dios inmanente e interno al universo, el autor contrapone un Dios trascendente, o sea, que no forma parte del universo ni de la materia —sujeta al cambio y movimiento constante—, sino que es eterno e inmutable. Sin embargo, en los tres escritos que se conservan de Justino, no se encuentra un tratamiento detallado del tema de la Creación, contrapuesta a la visión platónica de la eternidad de la materia.

### El Logos y los seres espirituales
El concepto del Logos, como fuerza racional vigente en el universo, era familiar para los hombres cultos del paganismo; y la utilización de esa palabra tampoco era nueva en la teología cristiana. La creatividad de Justino radica en la manera de identificar al Cristo con el Logos, como la chispa divina que aviva el intelecto en cada hombre. Esto conduce a Justino a proponer que toda verdad y virtud tengan origen en el Cristo, aun cuando la persona que actúe virtuosamente no sea cristiana. Por este motivo cree que la veneración del Logos sea la única actitud razonable. Es precisamente para justificar la veneración de Cristo que Justino emplea la idea del Logos, que es, en esencia, una unidad con el Dios Padre, aunque distinto en personalidad. Si el Padre es inefable y trascendente, externo al universo, el Logos encarnado sortea el abismo entre Dios y los hombres, como mediador.
A diferencia del Dios Padre no engendrado, Justino entiende al Logos como engendrado:

La Palabra … por ser ella ese mismo Dios engendrado del Padre del universo.
Diálogo con Trifón LXI

Con respecto al culto de los ángeles, Justino trae uno de los primeros testimonios: considera que los seres espirituales tienen cierta relación con la materia y que pueden influir en el mundo, particularmente los demonios incitando a los hombres al mal. Algunos pasajes son motivo de controversia por su interpretación, para dilucidar en qué sentido Justino considera a los ángeles semejantes a Cristo y dignos de ser también homenajeados:

[Nos llaman] ateos; y, si de esos supuestos dioses se trata, confesamos ser ateos; pero no respecto del Dios verdaderísimo … A Él y al Hijo, que de Él vino y nos enseñó todo esto, y al ejército de los otros ángeles buenos que le siguen y le son semejantes, y al Espíritu Profético, les damos culto y adoramos, honrándolos con razón y verdad.
Primera Apología VI

Los autores modernos sugieren no interpretar más allá de lo que el texto dice literalmente, ya que su concepción acerca de los ángeles y los demonios es análoga a la de los evangelios sinópticos.

### El Espíritu Santo y la Trinidad
Justino hace muy pocas menciones del Espíritu Santo en comparación con el Logos y Dios Padre. Sus referencias pasajeras, ajenas a cualquier profundización teológica, no especifican los pormenores de la doctrina trinitaria. El Espíritu Santo en Justino se asocia principalmente a la inspiración profética.  En un pasaje acerca de la persona que va a ser bautizada, Justino comenta: «se arrepiente de sus pecados en nombre de Dios, Padre y Soberano del universo (…) y también en el nombre de Jesucristo, que fue crucificado bajo Poncio Pilato, y en el nombre del Espíritu Santo, que por los profetas nos anunció de ante mano todo lo referente a Jesús.»
En cuanto a la relación entre Padre, Hijo y Espíritu Santo, Justino manifiesta un cierto subordinacionismo. A propósito de un pasaje de la escritura en que Dios se comunica con Abraham bajo forma de tres ángeles, Justino pregunta a los judíos si conocían ese pasaje:

Contestáronme ellos que lo conocían, pero que nada tenían que ver las palabras citadas con la demostración de que hay otro Dios o Señor, o de que de Él hable el Espíritu Santo (…) Voy a intentar persuadiros que, efectivamente, es aquí llamado Dios y Señor otro que está bajo el Hacedor del Universo.
Diálogo con Trifón LVI

No hay un desarrollo filosófico sobre las personas de la Trinidad, ni precisión terminológica. Su lenguaje es el de la experiencia cristiana, el de la vida de adoración, más que el de la teología. Los pocos párrafos que dedica al tema reflejan la praxis y la expresión poética, reverenciando al Padre, al Hijo y al Espíritu sin desplegar una doctrina.

### Dios y el hombre

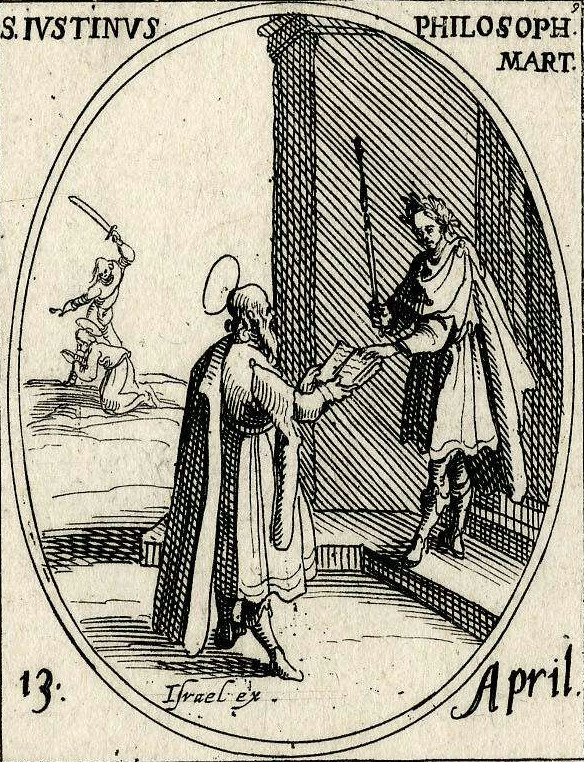
Justino presenta su libro ante el Emperador. Al fondo, la decapitación de Justino.

La antropología del autor muestra influjos significativos de su formación platónica. Considera que el hombre cuenta con un cuerpo material, con un alma que es la fuente de su personalidad, y con un elemento divino: un fragmento del Logos que le permite razonar y conocer la Verdad.  Esto lo asemeja al pensamiento tradicional cristiano que separa al hombre en cuerpo, alma y espíritu. Justino postula un alma a la vez creada e inmortal, en contraposición con la teoría platónica de la existencia del alma desde la eternidad antes de nacer y la teoría aristotélica de su destrucción al momento de la muerte. Además Justino pregona el libre albedrío como fuente necesaria de la moralidad.
Sus conceptos antropológicos se vierten en la manera de describir la encarnación de Cristo: le describe como un verdadero ser humano además de ser realmente el Logos; sin embargo, su desarrollo no es profundo ni sistemático, y en comparación con teólogos de épocas posteriores su tratamiento del tema puede parecer algo superficial.
Con respecto a la redención, Justino lo trata como un tema de fe más que de filosofía. Si bien adhiere a la doctrina religiosa del pecado de Adán y de que todo hombre sea capaz de deificación, sus conceptos filosóficos se centran en Cristo como Maestro y fuente de conocimiento. Por eso sus premisas filosóficas no pueden desarrollar profundamente una teoría de la redención. Sin embargo, afirma en repetidas ocasiones que Cristo salva al género humano por su muerte en la Cruz y su resurrección: esta afirmación sólo puede haberla recibido desde la Fe de la Iglesia primitiva, más que de la filosofía.
Acerca del fin de los tiempos, Justino presenta la idea de una Segunda Venida de Cristo. No hace predicciones puntuales de cuándo va a suceder, ni se muestra ansioso. Afirma además las creencias cristianas de la resurrección de los muertos y el juicio final; aunque da referencias contradictorias sobre el milenarismo: si bien profesa la creencia mayoritaria de un reino de mil años de Cristo con los santos sobre la Tierra, reconoce que algunos cristianos piadosos no comparten esa idea.

### La praxis cristiana
Los escritos de Justino aportan testimonios muy valiosos para comprender distintos aspectos prácticos de la comunidad cristiana en el II siglo. Concibe a la Iglesia como una sociedad sobrenatural fundada por los apóstoles en nombre de Cristo. Él no se percibe fundador o innovador de doctrina, sino que participa de la vida cristiana de su siglo como evolución natural de la actividad de los apóstoles del siglo I. Al contrario, considera que los pensamientos novedosos son de hecho herejías no heredadas de una era anterior. Señala en particular que los grupos heterodoxos llevan el nombre de su fundador (Valentinianos, Basilideanos, Marcionistas), mientras que el resto de la Iglesia no lleva el nombre de ningún fundador humano.
Se destaca su testimonio acerca de la liturgia primitiva y sus exposiciones acerca de la oración, el bautismo y la eucaristía. Estos ritos aparecen como una superación de los ritos paganos y como ápice de la vida cristiana. Acerca del bautismo, Justino resalta su relación con la remisión de los pecados. Acerca de la eucaristía, en los capítulos 65 a 67 de su Apología Justino explica los detalles del rito, en particular, afirma la unión del Logos con los elementos del pan y el vino tal que se transformen en la carne y la sangre del Logos encarnado.
En lo que respecta al canon de la Biblia, Justino hace citas del antiguo testamento en la versión griega llamada Septuaginta, y relata la vida de Cristo en concordancia con los Evangelios sinópticos. Muestra haber leído el Evangelio de Juan, aunque no lo cita textualmente, y tiene en gran estima las profecías del Apocalipsis. También se hace eco de las Epístolas del Nuevo Testamento. La sobriedad de sus descripciones contrasta fuertemente con los evangelios apócrifos que desarrollan toda clase de detalles novedosos o extravagantes y comienzan a ser escritos en esta época.

## Martirio y veneración

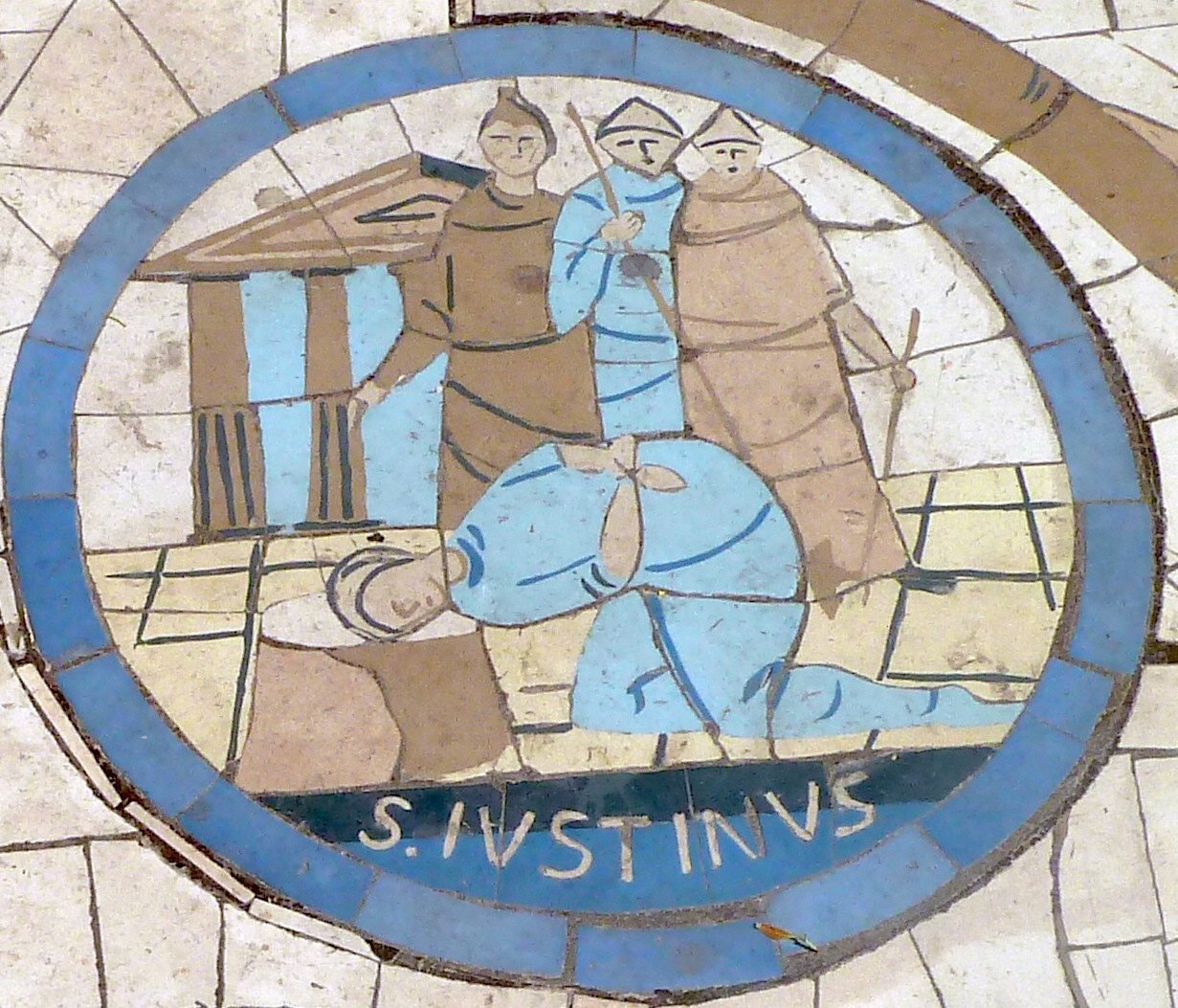
Mosaico del martirio.

En la Segunda parte de la Apología, Justino explica con sus propias palabras el poder persuasivo del testimonio del martirio:

Yo mismo, cuando seguía las doctrinas de Platón, oía las calumnias que corrían contra los cristianos; pero al ver su impavidez ante la muerte y ante todo lo que comúnmente se tiene por espantoso, me di cuenta ser imposible que fueran hombres malvados y entregados al placer. Porque ¿qué amador del placer, qué intemperante, quién que tenga por cosa buena devorar carnes humanas pudiera recibir alegremente la muerte?
Apología II,12.

Se conserva una narración, basada en las actas del juicio, que describe el interrogatorio por parte del prefecto Quinto Junio Rústico y la negativa de los cristianos a sacrificar en honor de los dioses. Ante la amenaza de la pena capital, Justino le responde: «Nuestro más ardiente deseo es sufrir por amor de nuestro Señor Jesucristo para salvarnos, pues este sufrimiento se nos convertirá en motivo de salvación y confianza ante el tremendo y universal tribunal de nuestro Señor y Salvador». Rústico, pues los envía al suplicio y luego a la decapitación. El supremo testimonio se narra de forma muy escueta:

«Los santos mártires, glorificando a Dios, salieron al lugar acostumbrado, y, cortándoles allí las cabezas, consumaron su martirio en la confesión de nuestro Salvador. Mas algunos de los fieles tomaron a escondidas los cuerpos de ellos y los depositaron en lugar conveniente, cooperando con ellos la gracia de nuestro Señor Jesucristo, a quien sea la gloria por los siglos de los siglos. Amén».
Martyrium Sancti Iustini et Sociorum

Justino es venerado como santo en distintas denominaciones cristianas, incluyendo la Iglesia Católica, la Iglesia Ortodoxa y la Comunión Anglicana. En el rito romano de la Iglesia católica su festividad tiene lugar el 1 de junio. Antes de la reforma litúrgica promovida por el Concilio Vaticano II se celebraba el 14 de abril.